# グッド・ドクター 名医の条件
『グッド・ドクター 名医の条件』 (グッド・ドクター めいいのじょうけん、原題: The Good Doctor) は、アメリカ合衆国のABCで2017年9月25日から放送されているテレビドラマ。2013年に韓国で放送されたグッド・ドクターを基にしたリメイク作品。2023年4月、ABCは第7シーズンの制作を決めたが、後にこれが最後になると発表した。

## 登場人物

### レギュラー
ショーン・マーフィー
演 - フレディ・ハイモア (Freddie Highmore) / 日本語吹替 - 岡本信彦
自閉症でサヴァン症候群の外科研修医。幼いころ、父親の家庭内暴力から逃れるため弟と一緒に家出して、廃バスで生活しはじめるが弟を転落事故で亡くしてしまう。その後はグラスマンによって育てられた。弟から托されたおもちゃのメスを常に持っている。自閉症なので他人とのコミュニケーションを苦手としており、患者から不信感を持たれることもある。反面、高い空間認識能力と豊富な医療知識で的確な診療をしたり、ベテランドクターが思いつかないような手術のアイデアを提案したりする。そのため、研究や病理医のほうが適性があると勧められるが外科医になることにこだわりがある。
ニール・メレンデス (シーズン1-3, シーズン4 スペシャルゲスト)
演 - ニコラス・ゴンザレス (Nicholas Gonzalez) / 日本語吹替 - 川島得愛
胸部外科医。ショーンら研修医の指導医。聖ボナベントゥラ病院ではトップクラスの腕を持つ外科医。最初は自閉症のショーンを自分のチームに入れることに否定的であったが、ショーンの才能や人柄を知っていくにつれ、その考えを改めていく。シーズン3終盤で死亡。シーズン4ではクレアの幻影として登場する。
クレア・ブラウン (シーズン1-4, シーズン5 ゲスト)
演 - アントニア・トーマス (Antonia Thomas) / 日本語吹替 - 白石涼子
外科研修医。ショーンの友人でもあり、理解しようとしている。シーズン4終盤で恵まれない人々が必要な医療を受けられるようにするため、グアテマラに留まることを決意する。シーズン5でショーンの結婚式を祝うためと患者の治療で助けを求めるために戻ってくる。グアテマラの病院では外科部長を務めることになったことを明かす。
ジャレッド・カルー (シーズン1-2,シーズン6)
演 - チュク・モデュー (Chuku Modu) / 日本語吹替 - 矢野正明
外科研修医。実家は裕福な家庭。シーズン2でデンバーに異動する。
ジェシカ・プレストン (シーズン1, シーズン4 ゲスト)
演 - ボー・ギャレット (Beau Garrett) / 日本語吹替 - 佐古真弓
病院の社内弁護士および、リスク管理担当。病院創設者の孫娘であり、グラスマンの友人。
マーカス・アンドリュース
演 - ヒル・ハーパー (Hill Harper) / 日本語吹替 - 丸山壮史
形成外科医および、外科医の最高責任者。シーズン2でグラスマンの辞任に伴い、院長に就任する。その後、院長を解任になり、リムからのオファーを受け再び執刀医として復帰する。シーズン4で姪のオリビア・ジャクソンが外科レジデントとして登場する。シーズン5でリムの後任として外科部長に就任し、エティキュア買収が中止された後は院長に復職する。また、同シーズンでディスレクシア (失読症) であることが明らかになる。
アーロン・グラスマン
演 - リチャード・シフ (Richard Schiff) / 日本語吹替 - 岩崎ひろし
サンノゼ聖ボナベントゥラ病院院長。元脳神経外科医であり、ショーンを14歳の時から育てている。
アレグラ・アオキ (シーズン1-2, シーズン3 ゲスト)
演 - タムリン・トミタ (Tamlyn Tomita) / 日本語吹替 - 葛城七穂
サンノゼ聖ボナベントゥラ病院会長。
アレックス・パク (シーズン2- , シーズン1 ゲスト)
演 - ウィル・ユン・リー (Will Yun Lee) / 日本語吹替 - 菊池康弘
外科研修医。元警官。
モーガン・レズニック (シーズン2- , シーズン1 ゲスト)
演 - フィオナ・グーベルマン (Fiona Gubelmann) / 日本語吹替 - 池澤春菜
外科研修医。上昇志向が強く、自己中心的な行動が多い。シーズン3終盤で手を負傷したため、シーズン4で外科から内科に転科する。
オードリー・リム (シーズン2- , シーズン1 ゲスト)
演 - クリスティーナ・チャン (Christina Chang) / 日本語吹替 - 相沢恵子
ER担当の外傷外科医。シーズン4で新型コロナウイルス感染症を治療した経験から、心的外傷後ストレス障害 (PTSD) を発症する。シーズン5で刺されて重傷を負う。何とか一命を取り留めるが、腰から下が麻痺したままになってしまう。
リア・ディラーロ=マーフィー (シーズン2- , シーズン1 ゲスト)
演 - ペイジ・スパラ (Paige Spara) / 日本語吹替 - 保澄しのぶ
ショーンの隣に住む女性。後にルームメイトになり、シーズン3最終話でショーンとカップルになる。シーズン4では、ショーンとの間に女の子が生まれる予定だったが、医療上の問題から流産してしまう。シーズン4でショーンと婚約する。シーズン2までは自動車エンジニアとして働いていたが、シーズン3ではグラスマンのアシスタント、シーズン4では、病院のIT部門の責任者となる。シーズン5でショーンと結婚する。
カーリー・レヴァー (シーズン3, シーズン1-2 ゲスト)
演 - ジャシカ・ニコル (Jasika Nicole) / 日本語吹替 - 矢尾幸子
主任病理医。シーズン2からショーンの同僚になり、シーズン3ではショーンとカップルになる。しかし、ショーンがリアに恋していることを知り、シーズン3終盤にショーンと別れる。
ジョーダン・アレン (シーズン5- , シーズン4 ゲスト)
演 - ブリア・サモーネ・ヘンダーソン (Bria Samoné Henderson) / 日本語吹替 - 米倉希代子
外科研修医。発明家としても成功している。当初はオリビアと共にショーンのレジデントだったが、後にエンリケとともにクレアの担当になる。
アッシャー・ウォーク (シーズン5- , シーズン4 ゲスト)
演 - ノア・ギャルヴィン (Noah Galvin) / 日本語吹替 - 越後屋コースケ
外科研修医。元ハシディック・ユダヤ人でラビの息子だが、18歳でハシディック・コミュニティを出て無神論者となり、ゲイであることも公言している。ニューヨーク大学では神経学を専攻している。エンリケと共にクレアのジュニアレジデントとして配属されるが、後にオリビアと共にショーンのレジデントとなる。
マテオ・レンドーン・オスマ (シーズン5- , シーズン4 ゲスト)
演 - オズヴァルド・ベナヴィデス (Osvaldo Benavides) / 日本語吹替 - 志村知幸
外科医。メキシコ系アメリカ人。グアテマラで出会い、その後アメリカに帰国することを決意する。グアテマラ滞在中にリムと恋愛関係になる。

## エピソード一覧

### シーズン一覧
| シーズン | シーズン | エピソード | 米国での放送日                | 米国での放送日                |
| シーズン | シーズン | エピソード | 初回                          | 最終回                        |
| -------- | -------- | ---------- | ----------------------------- | ----------------------------- |
|          | 1        | 18         | 2017年9月25日                 | 2018年3月26日                 |
|          | 2        | 18         | 2018年9月24日                 | 2019年3月11日                 |
|          | 3        | 20         | 2019年9月23日                 | 2020年3月30日                 |
|          | 4        | 20         | 2020年11月2日                 | 2021年6月7日                  |
|          | 5        | 18         | 2021年9月27日                 | 2022年5月16日                 |
|          | 6        | 22         | 2022年10月3日                 | 2023年5月1日                  |
|          | 7        | 10         | 2024年2月20日                 | 2024年5月21日                 |
| 合計     | 合計     | 126        | 2017年9月25日 – 2024年5月21日 | 2017年9月25日 – 2024年5月21日 |

### シーズン1（2017年 - 2018年）
| 通算 | 話数 | タイトル       | 原題                | 監督                         | 米国放送日     | 視聴者数 （万人） |
| ---- | ---- | -------------- | ------------------- | ---------------------------- | -------------- | ----------------- |
| 1    | 1    | 雨の日の匂い   | Burnt Food          | セス・ゴードン               | 2017年9月25日  | 1,122             |
| 2    | 2    | 嘘と皮肉       | Mount Rushmore      | マイク・リスト               | 2017年10月2日  | 1,093             |
| 3    | 3    | ひとつの命     | Oliver              | ジョン・ダール               | 2017年10月9日  | 1,069             |
| 4    | 4    | 眠れぬ夜に     | Pipes               | スティーヴン・デポール       | 2017年10月16日 | 1,060             |
| 5    | 5    | 偽りの希望     | Point Three Percent | ラリー・テン                 | 2017年10月23日 | 1,039             |
| 6    | 6    | 決断と結果     | Not Fake            | マイケル・パトリック・ジャン | 2017年10月30日 | 1,060             |
| 7    | 7    | 22歩           | 22 Steps            | デヴィッド・ストレイトン     | 2017年11月13日 | 1,014             |
| 8    | 8    | 過ちとリンゴ   | Apple               | ネスター・カーボネル         | 2017年11月20日 | 997               |
| 9    | 9    | 心音のリズム   | Intangibles         | ブロンウェン・ヒューズ       | 2017年11月27日 | 925               |
| 10   | 10   | 勇気と犠牲     | Sacrifice           | マイケル・パトリック・ジャン | 2017年12月4日  | 903               |
| 11   | 11   | 思い出の作り方 | Islands: Part 1     | ビル・デリア                 | 2018年1月8日   | 830               |
| 12   | 12   | 思い出の紡ぎ方 | Islands: Part 2     | チェリー・ノーラン           | 2018年1月15日  | 933               |
| 13   | 13   | 7つの理由      | Seven Reasons       | マイク・リスト               | 2018年1月22日  | 961               |
| 14   | 14   | 彼女たち       | She                 | セス・ゴードン               | 2018年2月5日   | 963               |
| 15   | 15   | 親愛なる誰かへ | Heartfelt           | レジーナ・キング             | 2018年2月26日  | 782               |
| 16   | 16   | 治せない痛み   | Pain                | アリソン・リディー=ブラウン  | 2018年3月12日  | 988               |
| 17   | 17   | 笑顔の価値     | Smile               | ビル・デリア                 | 2018年3月19日  | 903               |
| 18   | 18   | 友情と思い出   | More                | マイク・リスト               | 2018年3月26日  | 952               |

### シーズン2（2018年 - 2019年）
| 通算 | 話数 | タイトル                 | 原題                     | 監督                         | 米国放送日     | 視聴者数 （万人） |
| ---- | ---- | ------------------------ | ------------------------ | ---------------------------- | -------------- | ----------------- |
| 19   | 1    | 別れと再会               | Hello                    | マイク・リスト               | 2018年9月24日  | 735               |
| 20   | 2    | 嘘の練習                 | Middle Ground            | スティーヴ・ロビン           | 2018年10月1日  | 718               |
| 21   | 3    | 36時間                   | 36 Hours                 | ラリー・テン                 | 2018年10月8日  | 718               |
| 22   | 4    | 愛するがゆえに…          | Tough Titmouse           | スティーヴン・デポール       | 2018年10月15日 | 668               |
| 23   | 5    | ロバの歩かせ方           | Carrots                  | シャラット・ラジュ           | 2018年10月29日 | 679               |
| 24   | 6    | 歩み寄ること             | Two-Ply (or Not Two-Ply) | タラ・ニコール・ウェイアー   | 2018年11月5日  | 653               |
| 25   | 7    | 切り札                   | Hubert                   | マリソル・アドラー           | 2018年11月12日 | 653               |
| 26   | 8    | それぞれの物語           | Stories                  | マイケル・パトリック・ジャン | 2018年11月19日 | 684               |
| 27   | 9    | 共感力とは               | Empathy                  | ジョアンナ・カーンズ         | 2018年11月26日 | 667               |
| 28   | 10   | クリスマスの夜に: Part 1 | Quarantine               | マイク・リスト               | 2018年12月3日  | 612               |
| 29   | 11   | クリスマスの夜に: Part 2 | Quarantine: Part 2       | マイク・リスト               | 2019年1月14日  | 626               |
| 30   | 12   | 命の洗濯                 | Aftermath                | ドーン・ウィルキンソン       | 2019年1月21日  | 627               |
| 31   | 13   | 2人の関係                | Xin                      | デヴィッド・ストレイトン     | 2019年1月28日  | 658               |
| 32   | 14   | ぬぐえぬ思い             | Faces                    | アリソン・リディー=ブラウン  | 2019年2月4日   | 596               |
| 33   | 15   | 決断と代償               | Risk and Reward          | フレディ・ハイモア           | 2019年2月18日  | 623               |
| 34   | 16   | 信じる心                 | Believe                  | アルリック・ライリー         | 2019年2月25日  | 636               |
| 35   | 17   | 夢の終わり               | Breakdown                | マイク・リスト               | 2019年3月4日   | 673               |
| 36   | 18   | 君に花束を               | Trampoline               | デイヴィッド・ショア         | 2019年3月11日  | 778               |

### シーズン3（2019年 - 2020年）
| 通算 | 話数 | タイトル       | 原題                    | 監督                        | 米国放送日     | 視聴者数 （万人） |
| ---- | ---- | -------------- | ----------------------- | --------------------------- | -------------- | ----------------- |
| 37   | 1    | 悲惨なデート   | Disaster                | マイク・リスト              | 2019年9月23日  | 626               |
| 38   | 2    | 傷だらけの英雄 | Debts                   | マイク・リスト              | 2019年9月30日  | 607               |
| 39   | 3    | 母と娘         | Claire                  | アリソン・リディー=ブラウン | 2019年10月7日  | 559               |
| 40   | 4    | 手を繋ぐ理由   | Take My Hand            | タラ・ニコール・ウェイアー  | 2019年10月14日 | 576               |
| 41   | 5    | 小さな前進     | First Case, Second Base | レベッカ・モリーン          | 2019年10月21日 | 554               |
| 42   | 6    | 悩める執刀医   | 45-Degree Angle         | スティーヴ・ロビン          | 2019年11月4日  | 513               |
| 43   | 7    | やり残したこと | SFAD                    | アルリック・ライリー        | 2019年11月11日 | 593               |
| 44   | 8    | 挑戦者たち     | Moonshot                | X・ディーン・リム           | 2019年11月18日 | 549               |
| 45   | 9    | 不完全なハート | Incomplete              | マリソル・アドラー          | 2019年11月25日 | 586               |
| 46   | 10   | 帰郷           | Friends and Family      | マイク・リスト              | 2019年12月2日  | 611               |
| 47   | 11   | 秘密と過ち     | Fractured               | ゲイリー・ホウズ            | 2020年1月13日  | 509               |
| 48   | 12   | プロムの夜     | Mutations               | ネスター・カーボネル        | 2020年1月20日  | 544               |
| 49   | 13   | 最高のパレード | Sex and Death           | スティーヴン・デポール      | 2020年1月27日  | 569               |
| 50   | 14   | 本当の自分     | Influence               | バーバラ・ブラウン          | 2020年2月10日  | 559               |
| 51   | 15   | 言葉ではなく   | Unsaid                  | マイク・リスト              | 2020年2月17日  | 523               |
| 52   | 16   | 心の解剖       | Autopsy                 | フレディ・ハイモア          | 2020年2月24日  | 563               |
| 53   | 17   | 修復の方法     | Fixation                | リサ・ドメイン              | 2020年3月2日   | 566               |
| 54   | 18   | 失恋の手ほどき | Heartbreak              | スティーヴン・デポール      | 2020年3月9日   | 575               |
| 55   | 19   | 大地震の日     | Hurt                    | マイク・リスト              | 2020年3月23日  | 681               |
| 56   | 20   | 愛してる       | I Love You              | デイヴィッド・ショア        | 2020年3月30日  | 771               |

### シーズン4（2020年 - 2021年）
| 通算 | 話数 | タイトル       | 原題                              | 監督                       | 米国放送日     | 視聴者数 （万人） |
| ---- | ---- | -------------- | --------------------------------- | -------------------------- | -------------- | ----------------- |
| 57   | 1    | 最前線: Part 1 | Frontline: Part 1                 | マイク・リスト             | 2020年11月2日  | 487               |
| 58   | 2    | 最前線: Part 2 | Frontline: Part 2                 | マイク・リスト             | 2020年11月9日  | 476               |
| 59   | 3    | 候補者たち     | Newbies                           | デヴィッド・ストレイトン   | 2020年11月16日 | 430               |
| 60   | 4    | 違うからこそ   | Not the Same                      | サラ・ウェイン・キャリーズ | 2020年11月23日 | 429               |
| 61   | 5    | 初めての患者   | Fault                             | ヴァネッサ・パリーズ       | 2020年11月30日 | 402               |
| 62   | 6    | リムの苦悩     | Lim                               | マイク・リスト             | 2021年1月11日  | 406               |
| 63   | 7    | 不確定な未来   | The Uncertainty Principle         | ゲイリー・ホウズ           | 2021年1月18日  | 397               |
| 64   | 8    | 親の愛         | Parenting                         | レイチェル・リターマン     | 2021年1月25日  | 430               |
| 65   | 9    | サラダの取り方 | Irresponsible Salad Bar Practices | フェリペ・ロドリゲス       | 2021年2月15日  | 440               |
| 66   | 10   | 重圧との闘い   | Decrypt                           | フレディ・ハイモア         | 2021年2月22日  | 391               |
| 67   | 11   | 駆り立てるもの | We're All Crazy Sometimes         | マイク・リスト             | 2021年3月8日   | 424               |
| 68   | 12   | 大きな決断     | Teeny Blue Eyes                   | レベッカ・モリーン         | 2021年3月22日  | 426               |
| 69   | 13   | 父と子         | Spilled Milk                      | サラ・ウェイン・キャリーズ | 2021年3月29日  | 439               |
| 70   | 14   | 痛みを知る者   | Gender Reveal                     | ティム・ソーサム           | 2021年4月19日  | 415               |
| 71   | 15   | 長い夜         | Waiting                           | ゲイリー・ホウズ           | 2021年4月26日  | 378               |
| 72   | 16   | 独りじゃない   | Dr. Ted                           | アン・レントン             | 2021年5月10日  | 391               |
| 73   | 17   | 失意の中で     | Letting Go                        | ジェームズ・ゲン           | 2021年5月17日  | 380               |
| 74   | 18   | 許せる日まで   | Forgive or Forget                 | リー・フリードランダー     | 2021年5月24日  | 403               |
| 75   | 19   | グアテマラにて | Venga                             | マイク・リスト             | 2021年5月31日  | 356               |
| 76   | 20   | ベンガ バモス! | Vamos                             | マイク・リスト             | 2021年6月7日   | 399               |

### シーズン5（2021年 - 2022年）
| 通算 | 話数 | タイトル         | 原題                    | 監督                         | 米国放送日     | 視聴者数 （万人） |
| ---- | ---- | ---------------- | ----------------------- | ---------------------------- | -------------- | ----------------- |
| 77   | 1    | 新たな始まり     | New Beginnings          | マイク・リスト               | 2021年9月27日  | 399               |
| 78   | 2    | セイレンの改革   | Piece of Cake           | ティム・ソーサム             | 2021年10月4日  | 373               |
| 79   | 3    | 駆け引きの極意   | Measure of Intelligence | アン・レントン               | 2021年10月11日 | 374               |
| 80   | 4    | 理性と感情       | Rationality             | デヴィッド・ストレイトン     | 2021年10月25日 | 410               |
| 81   | 5    | 好感度スコア     | Crazytown               | レベッカ・モリーン           | 2021年11月1日  | 364               |
| 82   | 6    | 1つの心臓        | One Heart               | サラ・ウェイン・キャリーズ   | 2021年11月15日 | 370               |
| 83   | 7    | 失われた信頼     | Expired                 | マイク・リスト               | 2021年11月22日 | 422               |
| 84   | 8    | 届かぬ思い       | Rebellion               | ゲイリー・ホウズ             | 2022年2月28日  | 344               |
| 85   | 9    | 彼女の反乱       | Yippee Ki-Yay           | ディン・タイ                 | 2022年3月7日   | 348               |
| 86   | 10   | 闘う者たち       | Cheat Day               | マイク・リスト               | 2022年3月14日  | 366               |
| 87   | 11   | 家族の絆         | The Family              | ミーナ・シャム               | 2022年3月21日  | 384               |
| 88   | 12   | 恋人たちの時間   | Dry Spell               | ボーズド・ウィリアムズ       | 2022年3月28日  | 386               |
| 89   | 13   | 痛みを乗り越えて | Growing Pains           | ケイマン・グラント           | 2022年4月4日   | 366               |
| 90   | 14   | 騒がしい一日     | Potluck                 | レベッカ・モリーン           | 2022年4月11日  | 399               |
| 91   | 15   | 誰かの希望       | My Way                  | アーロン・ロッティングハウス | 2022年4月18日  | 377               |
| 92   | 16   | ショーンの葛藤   | The Shaun Show          | デヴィッド・ストレイトン     | 2022年5月2日   | 368               |
| 93   | 17   | 夢の結婚式       | The Lea Show            | スティーヴン・デポール       | 2022年5月9日   | 308               |
| 94   | 18   | 愛する人へ       | Sons                    | デイヴィッド・ショア         | 2022年5月16日  | 345               |

### シーズン6（2022年 - 2023年）
| 通算 | 話数 | タイトル         | 原題                            | 監督                             | 米国放送日     | 視聴者数 （万人） |
| ---- | ---- | ---------------- | ------------------------------- | -------------------------------- | -------------- | ----------------- |
| 95   | 1    | コード・シルバー | Afterparty                      | マイク・リスト                   | 2022年10月3日  | 354               |
| 96   | 2    | 不穏な門出       | Change of Perspective           | アン・レントン                   | 2022年10月10日 | 318               |
| 97   | 3    | 円満の秘訣       | A Big Sign                      | レベッカ・モリーン               | 2022年10月17日 | 300               |
| 98   | 4    | 出会いの季節     | Shrapnel                        | アリソン・リディー=ブラウン      | 2022年10月24日 | 320               |
| 99   | 5    | 成長する機会     | Growth Opportunities            | ダニエル・デイ・キム             | 2022年10月31日 | 336               |
| 100  | 6    | 熱波の一日       | Hot and Bothered                | デイヴィッド・ショア             | 2022年11月21日 | 309               |
| 101  | 7    | 小さな命         | A Through F                     | マイク・リスト                   | 2022年11月28日 | 322               |
| 102  | 8    | 謝る理由         | Sorry, Not Sorry                | ボーズド・ウィリアムズ           | 2022年12月5日  | 322               |
| 103  | 9    | 立ち直るために   | Broken or Not                   | マイク・リスト                   | 2022年12月12日 | 356               |
| 104  | 10   | 君を待つ         | Quiet and Loud                  | ジェームズ・ゲン                 | 2023年1月23日  | 329               |
| 105  | 11   | 不安の中で       | The Good Boy                    | ゲイリー・ホウズ                 | 2023年1月30日  | 343               |
| 106  | 12   | 思わぬ難題       | 365 Degrees                     | レベッカ・モリーン               | 2023年2月6日   | 314               |
| 107  | 13   | 39の不一致       | 39 Differences                  | ケイマン・グラント               | 2023年2月13日  | 309               |
| 108  | 14   | 硬くなったハート | Hard Heart                      | ジェームズ・ゲン                 | 2023年2月27日  | 312               |
| 109  | 15   | 友との再会       | Old Friends                     | マイク・リスト                   | 2023年3月6日   | 333               |
| 110  | 16   | グッド・ロイヤー | The Good Lawyer                 | ルーベン・フライシャー           | 2023年3月13日  | 341               |
| 111  | 17   | セカンドチャンス | Second Chances and Past Regrets | ミーナ・シャム                   | 2023年3月20日  | 348               |
| 112  | 18   | ささいなミス     | A Blip                          | フィリップ・リス・チャウドハリー | 2023年4月3日   | 335               |
| 113  | 19   | 選ぶ基準         | Half Measures                   | フレディ・ハイモア               | 2023年4月10日  | 340               |
| 114  | 20   | 神の恵み         | Blessed                         | ゲイリー・ホウズ                 | 2023年4月17日  | 348               |
| 115  | 21   | すばらしい日     | A Beautiful Day                 | スティーヴン・デポール           | 2023年4月24日  | 369               |
| 116  | 22   | 愛に包まれて     | Love's Labor                    | マイク・リスト                   | 2023年5月1日   | 387               |

### シーズン7（2024年）
| 通算 | 話数 | タイトル       | 原題                | 監督                        | 米国放送日    | 視聴者数 （万人） |
| ---- | ---- | -------------- | ------------------- | --------------------------- | ------------- | ----------------- |
| 117  | 1    | 私たちのベビー | Baby, Baby, Baby    | レベッカ・モリーン          | 2024年2月20日 | 286               |
| 118  | 2    | 迷える子ガモ   | Skin in the Game    | フレディ・ハイモア          | 2024年2月27日 | 252               |
| 119  | 3    | 個性の導き方   | Critical Support    | ジェームズ・ゲン            | 2024年3月19日 | 215               |
| 120  | 4    | 今夜はデート   | Date Night          | アリソン・リディー=ブラウン | 2024年3月26日 | 251               |
| 121  | 5    | 寄り添う2人    | Who at Peace        | ディン・タイ                | 2024年4月2日  | 256               |
| 122  | 6    | 悲しみの先へ   | M.C.E.              | マイク・リスト              | 2024年4月9日  | 262               |
| 123  | 7    | 救世主         | Faith               | スティーヴン・デポール      | 2024年4月30日 | 258               |
| 124  | 8    |                | The Overview Effect | トレイシー・テイラー        | 2024年5月7日  | 220               |
| 125  | 9    |                | Unconditional       | マイク・リスト              | 2024年5月14日 | 229               |
| 126  | 10   |                | Goodbye             | デイヴィッド・ショア        | 2024年5月21日 | 247               |